# Kastrup (metropolitana di Copenaghen)
Kastrup è una stazione della linea 2 della Metropolitana di Copenaghen.
La stazione venne inaugurata nel 2007 e si trova in superficie, serve per gli abitanti di Kastrup.